# 谷浜駅
谷浜駅（たにはまえき）は、新潟県上越市大字長浜字家の下にある、えちごトキめき鉄道日本海ひすいラインの駅である。

## 歴史

### 年表
- 1911年（明治44年）7月1日：信越線の支線として直江津駅 - 名立駅間の開業に伴い営業を開始する[2][3][4]（一般駅）[5]。
- 1913年（大正2年）4月1日：線路名称が改定される。信越線の直江津駅 - 糸魚川駅間が北陸本線に編入され、当駅もその所属となる[4]。
- 1965年ころ：当駅を終着とする海水浴臨時列車「かもめ号」「さざなみ号」（のちの「かもめビーチ号」「さざなみビーチ号」）が運行を開始する。
- 1969年（昭和44年）10月1日：貨物の取扱を廃止し、旅客駅となる[5]。
- 1984年（昭和59年）
  - 2月1日：荷物の取扱を廃止する[5]。
  - 4月1日：無人駅となる[6]。
- 1987年（昭和62年）4月1日：国鉄分割民営化により西日本旅客鉄道の駅となる[7]。
- 2015年（平成27年）3月14日：北陸新幹線・長野駅 - 金沢駅間延伸開業に伴いえちごトキめき鉄道へ移管[2]。

### JR西日本時代
- 糸魚川地域鉄道部が管理する無人駅であった。一時期自動券売機が設置されていたが、運賃改定に伴い撤去されている。
- 2015年3月のえちごトキめき鉄道移管前までは直江津駅がJR西日本の最東端であったが、駅の管理はJR東日本が行っていたため、JR西日本の自社管理駅としては当駅が最東端に位置していた。特別企画乗車券「北陸おでかけパス」は2015年度中はJR時代と同じく西隣の当駅が最東端の駅となっていたが、2016年4月2日利用分より谷浜駅 - 直江津駅間も周遊区間に追加された。
- 移管後はJR西日本線の最東端は北陸新幹線上越妙高駅（会社境界を接するJR東日本の管理）、JR西日本自社管理の最東端は大糸線中土駅となった[8]。

## 駅構造
地上駅となっており、ホームは駅舎に接して単式1面1線、その奥に島式1面2線の計2面3線を有する。なお、両ホームは跨線橋で連絡している。
この他、構内には側線が数本設けられている。1番のりば西側（糸魚川方）には、かつて貨物発着用ホームとして使用していた側線と車庫がある。
えちごトキめき鉄道への移管後も引き続き無人駅である。駅舎は開業時からの木造平屋建てで、内部には待合室などがあるほか、待合所にはかつて使われていた出札口が残されている。トイレは男女別汲み取り式。

### のりば
のりばは駅舎側から以下の通り。
| のりば | 路線                | 方向           | 行先           |
| ------ | ------------------- | -------------- | -------------- |
| 1      | ■日本海ひすいライン | 上り           | 糸魚川・泊方面 |
| 2      | ■日本海ひすいライン | （使用停止中） | （使用停止中） |
| 3      | ■日本海ひすいライン | 下り           | 直江津方面     |

- 列車運転指令においては、1番のりばが「上り本線」、2番のりばが「中線」、3番のりばが「下り本線」となっている。
- 2番のりばについては、場内・出発信号機は稼動しているものの架線が撤去されている。
- 列車接近表示器から流れるメロディーは、1番のりばが「さくらさくら」、3番のりばが「草競馬」である。
- また、過去に使用されていた接近メロディとして「メリーさんの羊」がある（1番線）。

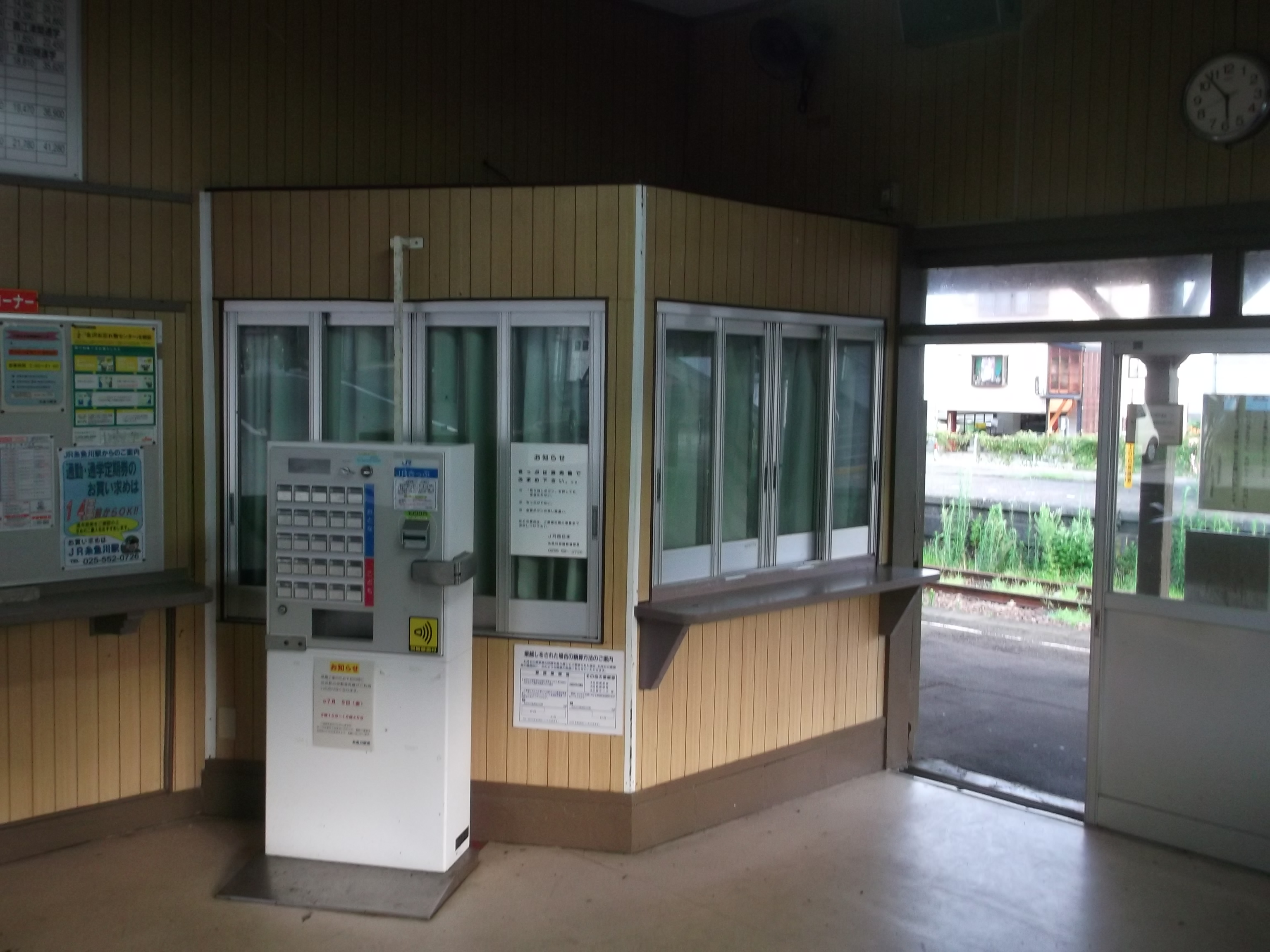
改札口
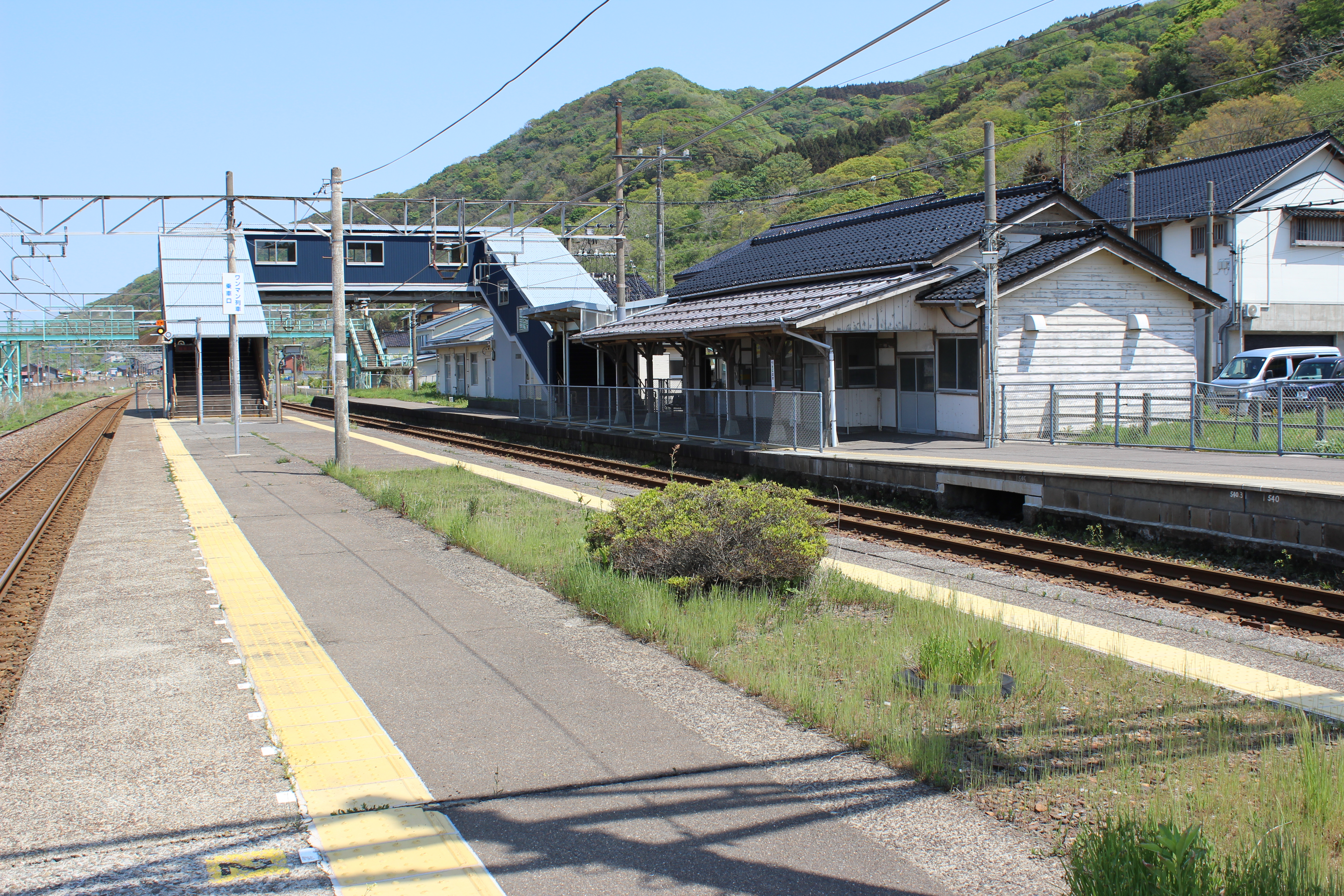
構内（3番のりば）
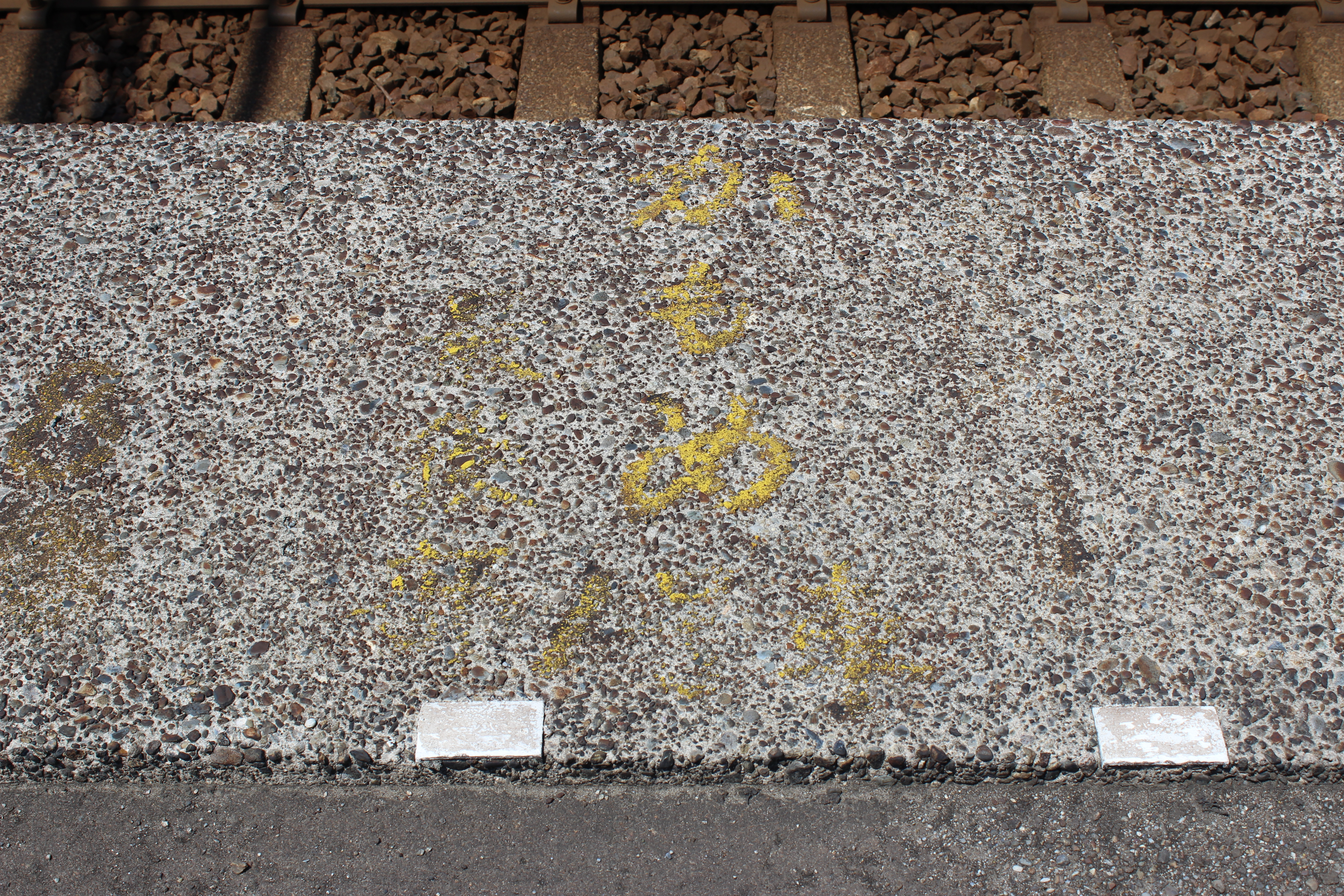
3番のりばに記されている「かもめ号」乗車位置案内
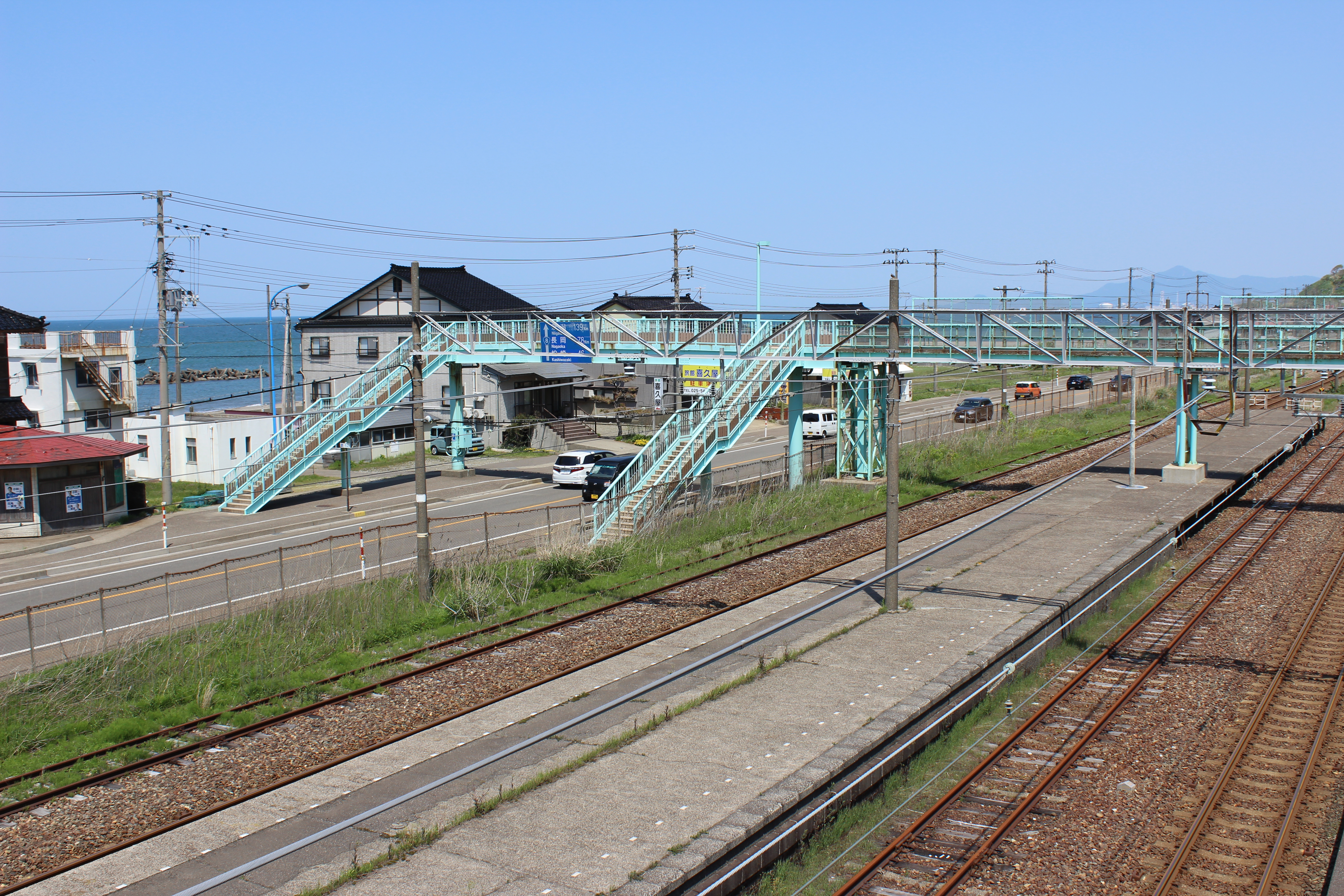
駅前から反対側の海水浴場へアクセスするための跨線橋
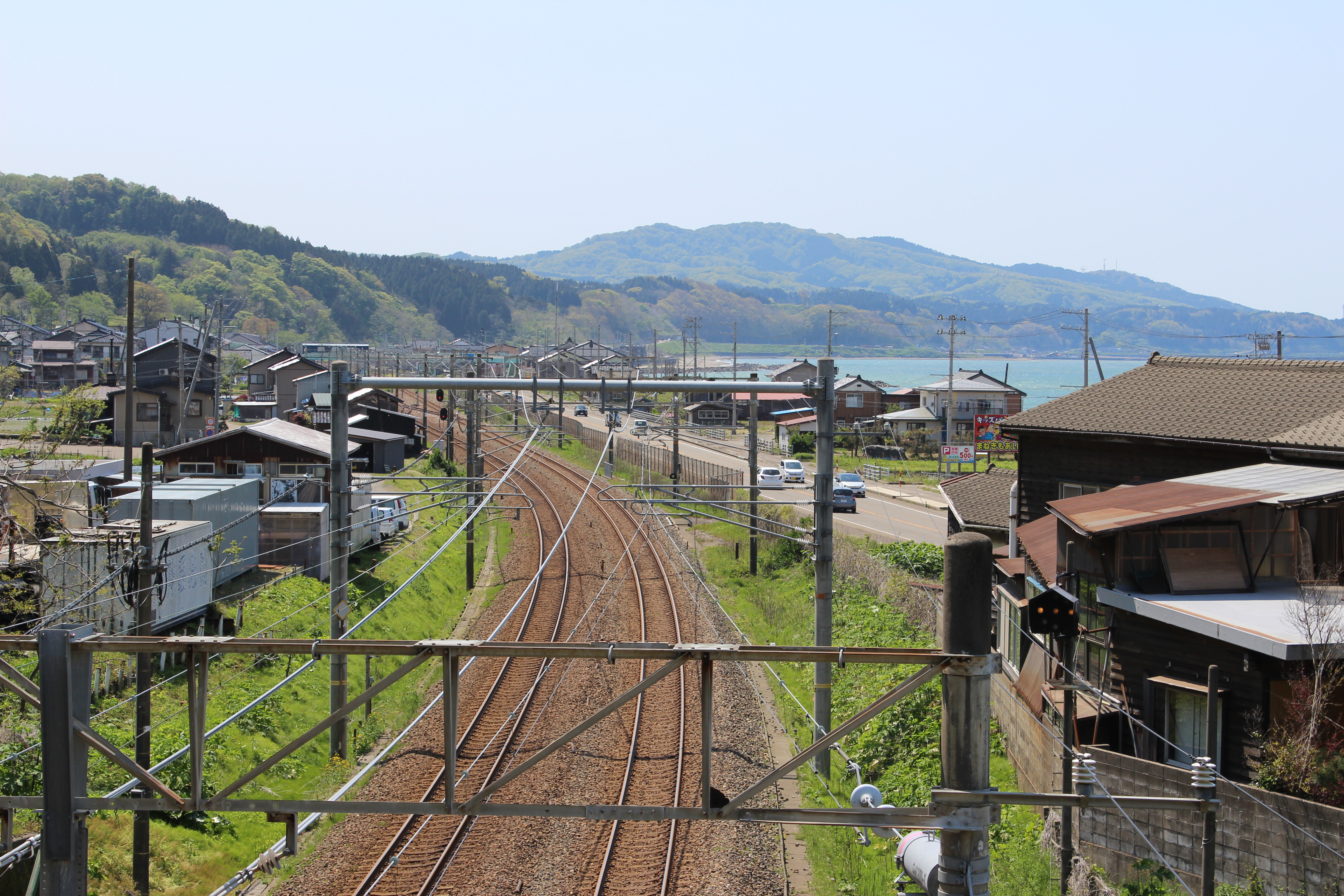
直江津方より長浜地区を望む

## 利用状況
2023年（令和5年）度の1日平均乗車人員は13人である。
各年度の1日平均乗車人員は以下の通りである。
| 年度   | 1日平均 乗車人員 |
| ------ | ---------------- |
| 2003年 | 36               |
| 2004年 | 39               |
| 2005年 | 42               |
| 2006年 | 33               |
| 2007年 | 32               |
| 2008年 | 32               |
| 2009年 | 28               |
| 2010年 | 26               |
| 2011年 | 25               |
| 2012年 | 28               |
| 2013年 | 31               |
| 2014年 | 24               |
| 2015年 | 26               |
| 2016年 | 28               |
| 2017年 | 21               |
| 2018年 | 20               |
| 2019年 | 17               |
| 2020年 | 14               |
| 2021年 | 15               |
| 2022年 | 13               |
| 2023年 | 13               |

## 駅周辺
駅北側は海水浴場に近く、夏季は当駅も海水浴客で賑わう。駅東側には北陸線と国道8号を跨ぐ歩道橋が設けられており、海岸へ出ることができる。
駅前には民家のほか民宿や商店がある。
- たにはま海水浴場[2]
- 谷浜郵便局
- 国道8号[2]

### バス路線
「谷浜駅前」停留所にて、頸城自動車の路線バスが発着する。
- 30系統（桑取線）
  - くわどり湯ったり村 / 労災病院前
- 31系統（名立線）
  - コミュニティプラザ前 / 労災病院前
- 32系統（能生線）
  - 能生案内所 / 労災病院前

## 隣の駅
えちごトキめき鉄道
■日本海ひすいライン
有間川駅 - 谷浜駅 -  直江津駅
※当駅開業時の1911年から1969年の旧北陸本線の複線化まで直江津駅との間に郷津駅があった。